# Xu Guangqi
Xu Guangqi (en chinois traditionnel « 徐光啟 », en chinois simplifié « 徐光启 », en pinyin « Xú Guāngqǐ », aussi appelé Zixian (子先) et Xuanhu), né en 1562 dans la banlieue de Shanghai et décédé en 1633 à Pékin, était un ministre, mathématicien et astronome à la cour impériale de Chine. Disciple et ami de Matteo Ricci il reçut le baptême dans l'Église catholique. Son procès en béatification fut ouvert en 2011.

## Biographie
Xu Guangqi est né dans l'allée Taiqin qui est à présent la rue Qiaojia du district de Huangpu, en 1562 (41e année du règne de l'empereur Ming Jiajing). Pendant sa jeunesse, il a été reçu successivement aux examens impériaux au niveau du comté (1581, titre de xiucai), puis du comté de Shuntian (en 1597, titre de jieyuan, première place) puis au niveau national (en 1604, titre de jinshi).

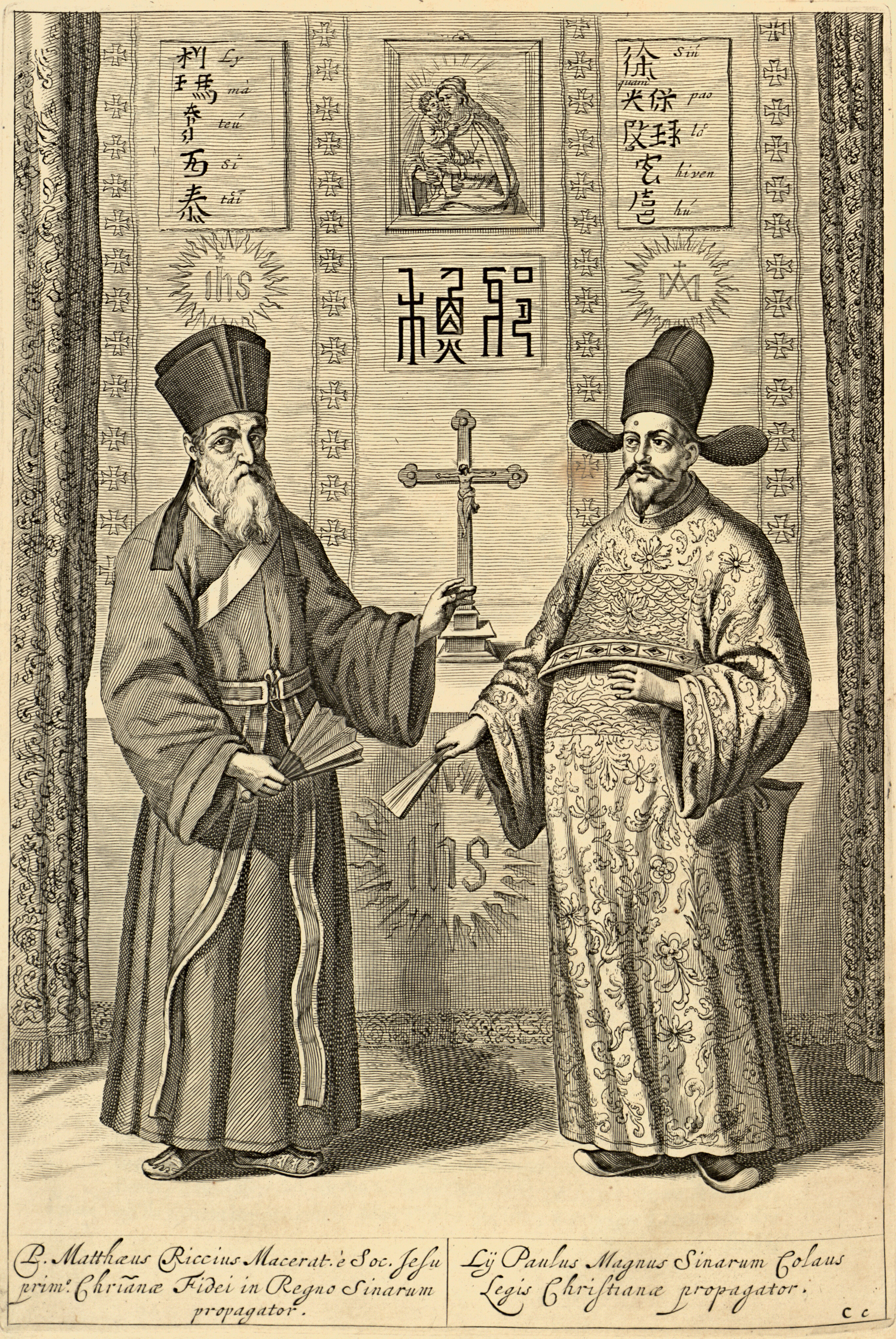
Xu Guangqi (à droite) avec son ami le père Matteo Ricci (à gauche)

À la suite de ces succès, il a été admis à l'administration de la cour impériale. C'est là qu'il rencontre le missionnaire jésuite italien Matteo Ricci avec lequel il se lie d'amitié. Sous son influence il se convertit au catholicisme et reçoit au baptême le nom de 'Paul' Xu Guangqi. Avec Ricci il s'initie aux sciences occidentales. Xu Guangqi traduira en chinois de nombreux ouvrages scientifiques occidentaux, principalement en astronomie et mathématiques (notamment les Éléments d'Euclide). Il écrira son propre traité d'agriculture et traduira en latin plusieurs textes confucianistes.
Il meurt de maladie à Pékin le 8 novembre 1633. Son corps est transporté à Shanghai où il repose dans le quartier de Xujiahui (littéralement « le lieu où se retrouve la maison de Xu), en un lieu qui est maintenant le parc Guangqi (en) où se trouve un petit musée présentant son histoire.

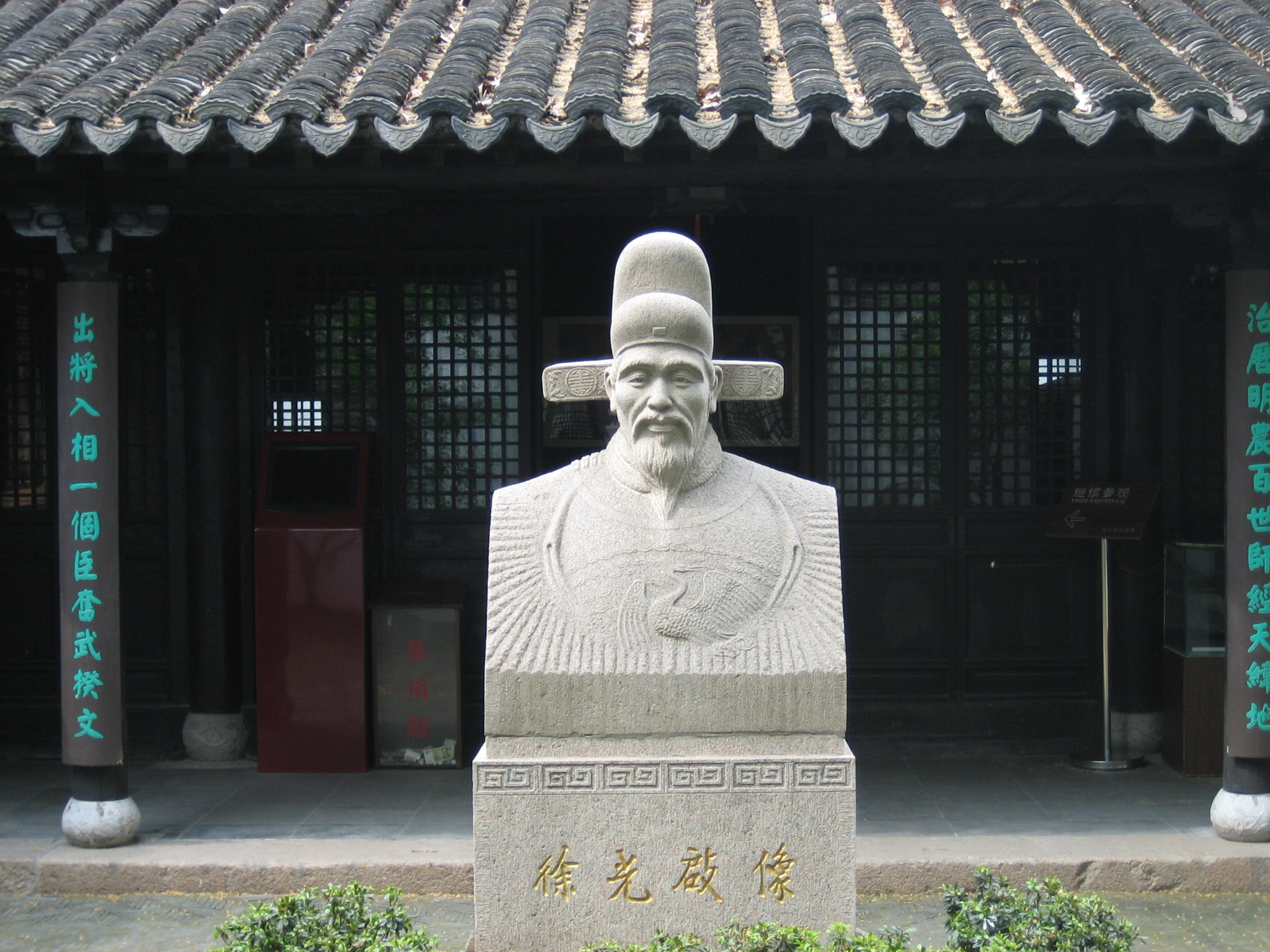
Buste de Xu Guangqi à Shanghai
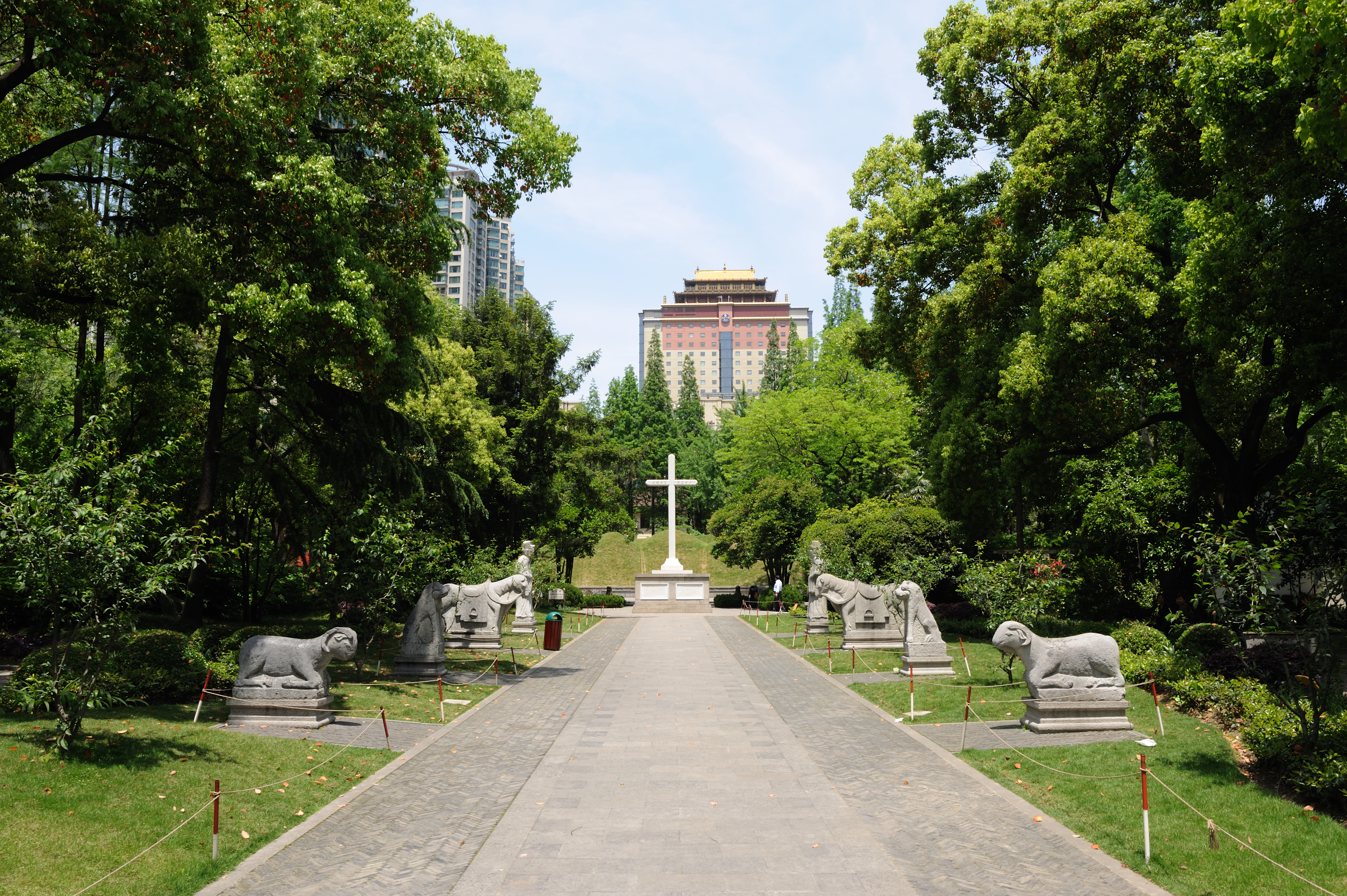
Sa tombe à Shanghai